# Smoking Hills
Las Smoking Hills son unos acantilados en la costa este del cabo Bathurst en los Territorios del Noroeste de Canadá, junto al océano Ártico y un pequeño grupo de lagos. Los acantilados fueron nombrados en honor el explorador John Franklin, quien fue el primer europeo en verlos en sus expediciones de 1826. Contienen estratos de hidrocarburos (lutitas bituminosas), que se han quemado continuamente durante siglos.
Los incendios son el resultado de la autoignición de depósitos de lignito ricos en azufre. Las nubes de humo han dado nombre a la región. Con el tiempo, el dióxido de azufre del humo ha acidificado los estanques poco profundos (<1 hectárea área y de menos de 1 m de profundidad) en la tundra que pueblan la zona, hasta un PH menor a 2. En estos estanques ácidos se producen concentraciones elevadas de metales (aluminio, hierro, zinc, níquel, manganeso y cadmio). Los suelos y sedimentos también se han alterado químicamente. La biota ácida en los estanques es característica de los ambientes ácidos en todo el mundo, en contraste con la biota típicamente ártica de los estanques alcalinos adyacentes. Aunque el suelo de la región contiene mucha piedra caliza, el efecto amortiguador ha desaparecido por completo.

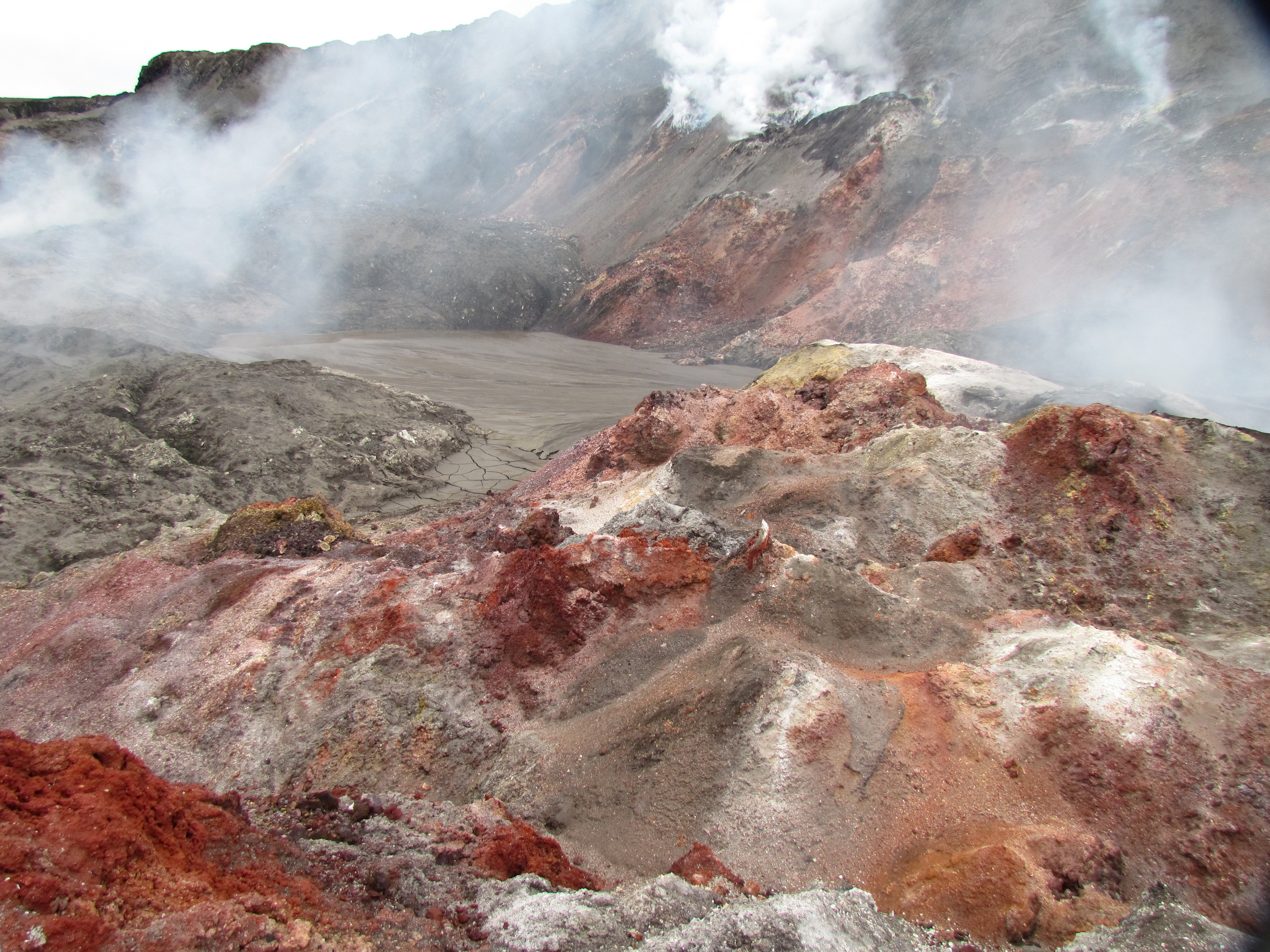
Nubes de humo de la quema de depósitos de lignito ricos en azufre.

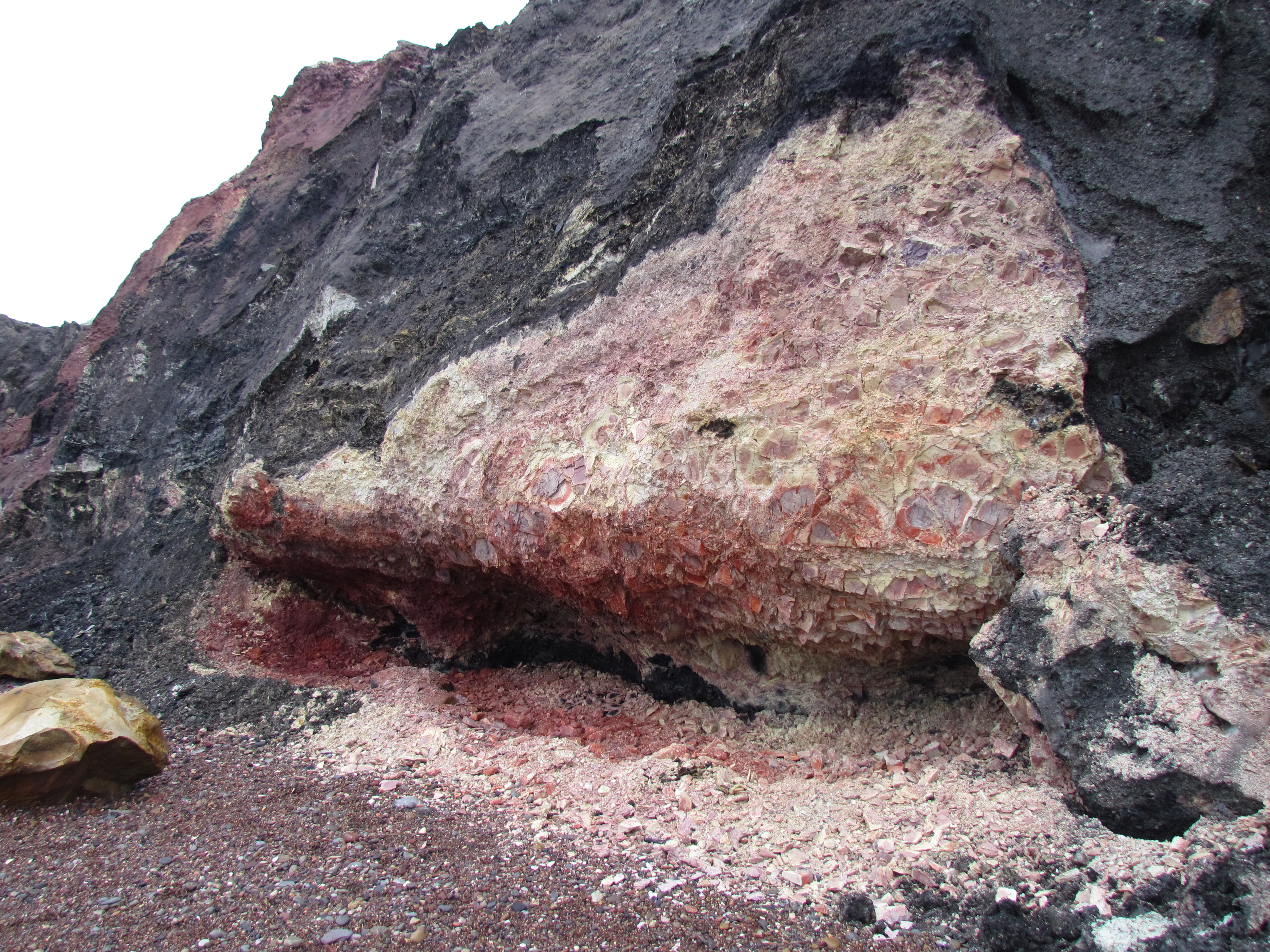
La erosión de la cara de barro expone continuamente nuevos minerales del área de Smoking Hills.

La meteorización de la costa en la zona expone de manera continua nuevos depósitos minerales de los lodos que componen la geología subyacente. Estos suelen ser de color rojo cuando son ricos en hierro.
La comunidad más cercana, Paulatuk, que está a unos 105 km al este, recibe su nombre en reconocimiento al carbón que se encuentra en el área, tradicionalmente escrito «Paulatuuq» o «lugar del carbón».